# Jozef Herda
Jozef Herda (21. dubna 1910 Trnava – 4. října 1985 Bratislava) byl československý zápasník, propagátor sportu a trenér slovenské národnosti. Jeho největším úspěchem byla stříbrná medaile z olympijských her v Berlíně, patnáctkrát získal titul mistra republiky.

## Životopis

### Dětství a počátky zápasnické kariéry
Narodil se jako jedno ze 13 dětí v rodině zámečníka. Vyučil se řemeslu svého otce a jako sedmnáctiletý nastoupil do svého prvního zaměstnání. Zde ale příliš dlouho nepobyl, neboť poté, co vyhecován kamarády vylezl na tovární komín a na něm předvedl stoj na rukou, byl okamžitě vyhozen. Novou práci nemohl sehnat, až kamarád jeho otce, který přijel na návštěvu, doporučil mu odjet za prací do Prahy. Jelikož však neměl peníze na vlak, vydal se na cestu pěšky. Do Prahy dorazil po třech týdnech. Našel si práci u firmy Prokopec, vyrábějící výtahy, a podnájem v Karlíně.
Jeho tělo navyklé pohybu nevydrželo zahálet dlouho ani v Praze. V krátké době se tak stal cvičencem Sokola, odkud se přes FDTJ dostal do AFK Stráž bezpečnosti, kde se nejprve věnoval vzpírání, ale již po dvou měsících přešel k zápasu. V roce 1928 se v lehké váze umístil z 28 borců na třetím místě, následovalo vítězství na mistrovství Moravy a Slezska a v roce 1931 poprvé porazil Jindru Maudra, stříbrného medailistu z olympijských her v Amsterodamu.

### Odchod z AFK Stráž bezpečnosti
V AFK Stráž bezpečnosti patřil Herda k velkým oporám, ze 400 domácích a 26 mezinárodních utkáních k nimž nastoupil ve většině zvítězil. Dokonce začal vypomáhat jako trenér druhého mužstva. V roce 1934 odjel se Stráží do Švédska. Zde klub nastoupil k jedenácti zápasům a jen z jednoho odešel poražen. Sám Herda vybojoval z jedenácti zápasů devět vítězství. Jeho vítězný zápas s Eriksonem v Oerebro Švédové ocenili, věnovali mu křišťálovým pohár za nejlepší výkon.
Radost Herdovi vydržela však jen do šatny, kde k němu přistoupil vedoucí Řičánek a zároveň s gratulací mu oznámil, že pohár mu nepatří, jelikož není uniformovaným strážníkem a pohár mu sebral. Ten na to reagoval přestupem do AFK Waldes.

### Působení v AFK Waldes
Do AFK Waldes přestoupili spolu s Jozefem i jeho bratři Ján a Emil. Jozef si z předchozího působiště navíc přinesl roční distanc, což znamenalo, že rok nesměl zápasit za žádný klub, ale pouze individuálně a na vlastní náklady.
AFK Waldes byl klub, který začínal s jedním funkcionářem a třemi zápasníky. Právě v tomto klubu se poprvé ve větší míře projevoval Herdův organizační a propagátorský talent. Aktivně vyhledával zájemce o zápas, věnoval se trenérské práci a po sedmi letech jeho působení měl klub až 120 členů.

### Cesta k olympijskému stříbru
Herda mohl jet na olympiádu již v roce 1932, ale na jeho účast se tehdy nesehnalo dostatek peněz. V roce 1936 prošel náročnou domácí kvalifikací, sehnaly se i finance a tak mohl Herda nastoupit k bojům o olympijské medaile v Berlínské Deutschlandshalle.
V prvním kole položil na lopatky švýcarského zápasníka Hollingera, ve druhém vybojoval vítězství nad Maďarem Kalmánem, poté měl jedno kolo volno. Ve čtvrtém kole se střetl s Italem Molfinem, kterého po 10 minutách a 14 sekundách položil na lopatky. Výhra mu zajistila postup do finále, kde se střetl s Finem Koskelou a Estoncem Vällim. Prohra s Finem a výhra nad Estoncem znamenaly zisk stříbrné medaile.
Po návratu do Prahy ho na nádraží čekalo bouřlivé přivítání. Dokonce přišel i jeho zaměstnavatel, továrník Waldes, který ho povýšil na kontrolora a zvýšil mu plat na 250 Kč týdně.

### Návrat na Slovensko
Úspěch na olympiádě mu zaručil pozvánky na řadu zahraničních turnajů. V letech 1927 až 1941 nastoupil ve více než osmi stech zápasech a přes sedm set skončilo jeho vítězstvím. V roce 1942 mu protektorátní úřady neprodloužily povolení k pobytu a Herdovi tak nezbylo, než se ženou a dvěma dětmi odcestovat na Slovensko, do Bratislavy.
Sehnat práci nebylo jednoduché. Nakonec našel místo školníka a hned se začal věnovat zápasu. Nevěnoval se však jen tréninku, ale též propagaci a vyhledávání mladých adeptů. V rámci možností se též snažil o udržování mezinárodních styků.

### Konec sportovní kariéry a trenérská činnost
Po válce se dál věnoval zápasu jak aktivně, tak jako trenér, propagátor a funkcionář. V roce 1946 zvítězil v těžké váze nad Josefem Růžičkou, kterého dokázal položit na lopatky i přes to, že Růžička vážil 140 kg, zatímco Herda jen málo přes 73. V roce 1947 z 30 domácích zápasů zvítězil v 25. V roce 1948 zvítězil v kvalifikaci na londýnské olympijské hry, na které však vyslán nebyl. V roce 1952 mu byl udělen titul mistr sportu, v roce 1956 pak naposledy reprezentoval svoji vlast na mezinárodním poli.
Zemřel v Bratislavě v roce 1985 ve věku 75 let.